# Belgisch kampioenschap JKA karate junioren dames
Het Belgisch kampioenschap JKA Karate wordt jaarlijks in België georganiseerd door de Belgian Amateur Karate Federation (BAKF). Het kampioenschap wordt gehouden in de disciplines kata en kumite. Tijdens dit kampioenschap nemen de 8 best geplaatste karateka's van het Vlaams kampioenschap JKA Karate het op tegen de 8 best geplaatste karateka's van JKA francophone de Belgique. De beste karateka die bij de eerste 4 eindigt voor zowel kata als kumite krijgt de titel van algemeen kampioen. 

## Erelijst

#### Junioren vrouwen kumite
| Jaar | Plaats      | · Kampioen        | · Zilver               | · Brons                    | · Brons           |
| ---- | ----------- | ----------------- | ---------------------- | -------------------------- | ----------------- |
| 2024 | Eigenbrakel | Lies De Ridder    | Miek Lagaeysse         | Ilana De Craene            | Emanuela Fodor    |
| 2023 | Eigenbrakel | Raoni Ghysels     | Rani De Craim          | Rizlène Alami Hassini      | Miek Lagaeysse    |
| 2022 | Eigenbrakel | Raoni Ghysels     | Miek Lagaeysse         | Rani De Craim              | Eline Massart     |
| 2021 | Geannuleerd |                   |                        |                            |                   |
| 2020 | Geannuleerd |                   |                        |                            |                   |
| 2019 | Eigenbrakel | Rani De Saedeleer | Sarah Ongena           | Aresa Glorie               | Justine De Kyvere |
| 2018 | Eigenbrakel | Noussaiba Lazrak  | Rani De Saedeleer      | Justine Stevens            | Chloe Brouck      |
| 2017 | Eigenbrakel | Noussaiba Lazrak  | Siham Aaddi            | Lien Kindt                 | Naomi Mestdagh    |
| 2016 | Eigenbrakel | Jessica Licausi   | Noussaiba Lazrak       | Isabeau Eeckeloo           | Kaoutar Aaddi     |
| 2015 | Eigenbrakel |                   |                        |                            |                   |
| 2014 | Eigenbrakel | Evelyn Naessens   | Evelien Declercq       | Stefanie Devriese          | Alison Hocq       |
| 2013 | Eigenbrakel | Evelyn Naessens   | Allegresse Michozounou | Jehanne De Bare De Comogne | Jihad El Masaoudi |
| 2012 | Eigenbrakel | Evelyn Naessens   | Stefanie Devriese      | Jehanne De Bare De Comogne | Jihad El Masaoudi |
| 2011 | Eigenbrakel | Eloise Bodart     | Marie Amorelli         | Hana Hassine               | Sarah Daghuyt     |
| 2010 | Kortrijk    | Maria Spallitta   | Aurore Dabolin         | Elodie Delchambre          | Marie Amorelli    |

#### Junioren vrouwen kata
| Jaar | Plaats      | · Kampioen        | · Zilver          | · Brons           | 4de plaats        |
| ---- | ----------- | ----------------- | ----------------- | ----------------- | ----------------- |
| 2024 | Eigenbrakel | Lies De Ridder    | Ilana De Craene   | Fien Cornelis     | Chloé Derieuw     |
| 2023 | Eigenbrakel | Rhode Robbens     | Alexine De Latter | Miek Lagaeysse    | Raoni Ghysels     |
| 2022 | Eigenbrakel | Rani De Craim     | Lies De Ridder    | Emanuela Fodor    | Alexine De Latter |
| 2021 | Geannuleerd |                   |                   |                   |                   |
| 2020 | Geannuleerd |                   |                   |                   |                   |
| 2019 | Eigenbrakel | Justine De Kyvere | Chloe De Smedt    | Rani De Saedeleer | Sarah Ongena      |
| 2018 | Eigenbrakel | Elisa Swaenepoel  | Chloe De Smedt    | Leen Smekens      | Laura Noussaiba   |
| 2017 | Eigenbrakel | Noussaiba Lazrak  | Laura Bostoen     | Lien Kindt        | Isabeau Eeckeloo  |
| 2016 | Eigenbrakel | Jessica Licausi   | Astrid Martens    | Lauren Bogaert    | Noussaiba Lazrak  |
| 2015 | Eigenbrakel |                   |                   |                   |                   |
| 2014 | Eigenbrakel | Evelyn Naessens   | Stefanie Devriese | Alison Hocq       | Agalia Italia     |
| 2013 | Eigenbrakel | Evelyn Naessens   | Agalia Italia     | Evelien De Clercq | Hana Hassine      |
| 2012 | Eigenbrakel | Evelyn Naessens   | Jihad El Masaoudi | Stefanie Devriese | Tanika Verbeke    |
| 2011 | Eigenbrakel | Marie Amorelli    | Eloise Bodart     | Sarah Daghuyt     | Aurore Dabolin    |
| 2010 | Kortrijkl   | Maria Spallitta   | Marie Amorelli    | Sarah Daghuyt     | Elodie Delchambre |

## Algemeen kampioen JKA Karate
| Jaar | Plaats      | Algemeen kampioen |
| ---- | ----------- | ----------------- |
| 2024 | Eigenbrakel | Lies De Ridder    |
| 2023 | Eigenbrakel | Raoni Ghysels     |
| 2022 | Eigenbrakel | Rani De Craim     |
| 2021 | Geannuleerd |                   |
| 2020 | Geannuleerd |                   |
| 2019 | Eigenbrakel | Justine De Kyvere |
| 2018 | Eigenbrakel | Noussaiba Lazrak  |
| 2017 | Eigenbrakel | Noussaiba Lazrak  |
| 2016 | Eigenbrakel | Jessica Licausi   |
| 2015 | Eigenbrakel |                   |
| 2014 | Eigenbrakel | Evelyn Naessens   |
| 2013 | Eigenbrakel | Evelyn Naessens   |
| 2012 | Eigenbrakel | Evelyn Naessens   |
| 2011 | Eigenbrakel | Marie Amorelli    |
| 2010 | Kortrijk    | Maria Spallitta   |